# متعب بن عبد الله بن عبد العزيز آل سعود
الأمير متعب الثاني بن عبد الله بن عبد العزيز آل سعود (12 أكتوبر 1953 -)، وزير الحرس الوطني السعودي السابق، وعضو سابق بمجلس الشؤون السياسية والأمنية بالمملكة العربية السعودية. وهو ثالث أبناء ملك المملكة العربية السعودية الراحل الملك عبد الله بن عبد العزيز آل سعود من زوجته الأميرة منيرة بنت محمد العطيشان التميمي. وُلد في قرية العليا شمال المملكة العربية السعودية وقضى فيها قرابة الثلاث سنوات في كنف جده محمد العطيشان التميمي الذي كان أميراً لقرية العليا ذلك الوقت. وهو بعد متعب -الأول- الذي توفي صغيراً، وخالد. ويخطئ ويخلط الكثيرون من عامة الناس في الاعتقاد بأنه أكبر أبناء العاهل السعودي الملك الراحل عبد الله بن عبد العزيز كون الملك عبد الله كنيته أبو متعب. تولى وزارة الحرس الوطني السعودية بعد تحويلها من رئاسة إلى وزارة حتى إعفائه من قبل الملك في 4 نوفمبر 2017، وذلك بعد إصدار الملك سلمان لأمر ملكي بإنشاء لجنة عليا لمكافحة الفساد، وتوارد الأنباء عن وجوده ضمن قائمة الموقوفين أثناء حملة الاعتقالات التي صاحبت إنشاء اللجنة. أطلقت الحكومة السعودية سراحة في نفس الشهر بعدما ذكرت صحف عالمية أنه توصل لتسوية مع الحكومة قيمتها مليار دولار.

## نسبه
متعب بن عبد الله بن الملك عبد العزيز بن الإمام عبدالرحمن بن الإمام فيصل بن الإمام تركي بن عبد الله بن الإمام محمد بن الأمير سعود الأوّل.

## تعليمه
تلقى الأمير متعب بن عبد الله بن عبد العزيز آل سعود تعليمه الابتدائي والمتوسط والثانوي في الرياض وجدة. التحق بـ جامعة الملك سعود بالرياض لمدة عام دراسي واحد ثم قرر دخول المجال العسكري. التحق بأكاديمية ساندهيرست العسكرية الملكية في المملكة المتحدة وتخرج منها برتبة ملازم. عُيّن فيما بعد في مدارس الحرس الوطني العسكرية بالرياض.

## الخدمة العسكرية ومناصبه

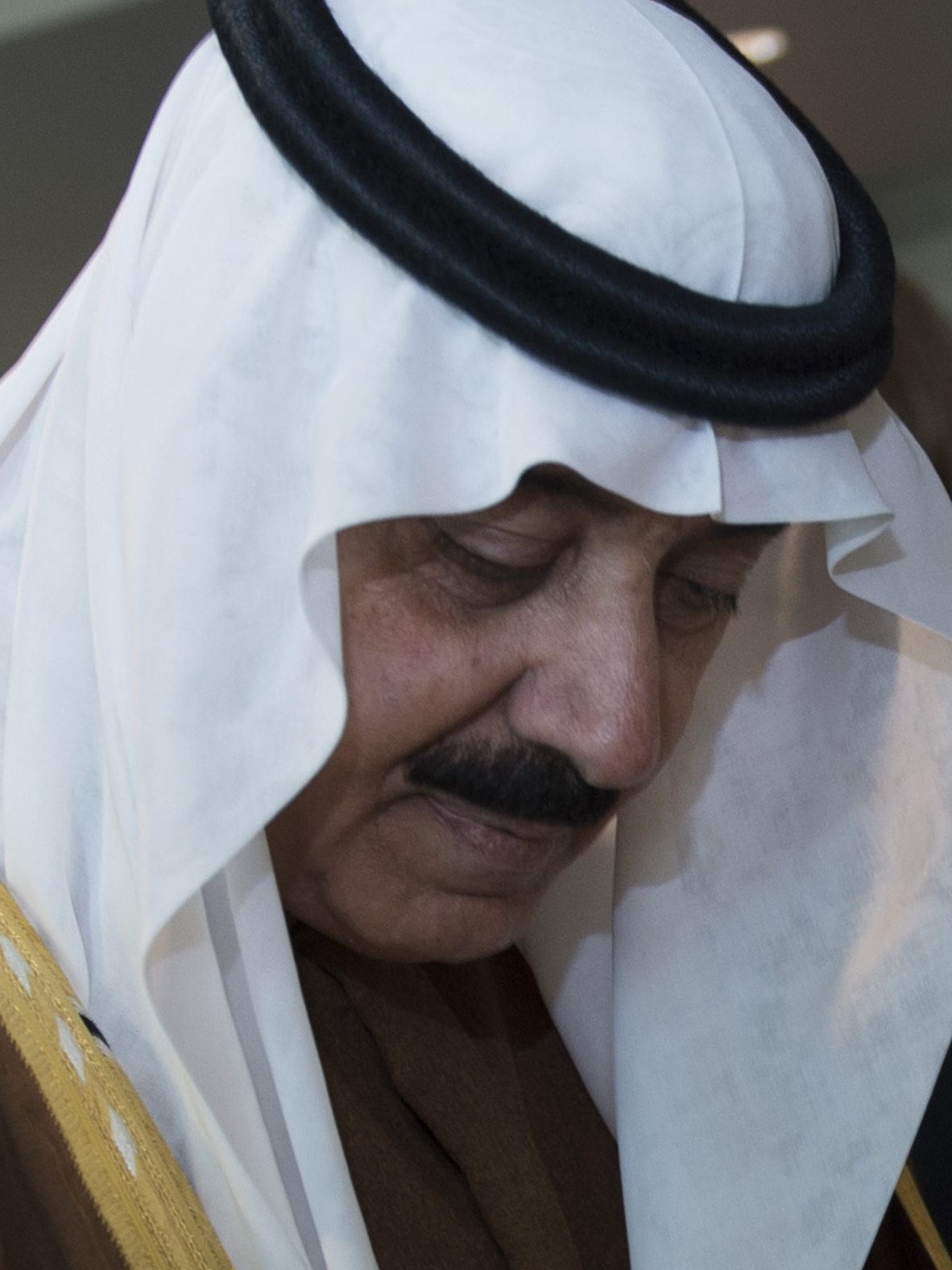
وزير الحرس الوطني السعودي الأمير متعب بن عبدالله بن عبد العزيز آل سعود يوقع على دفتر الزوار عند وصوله إلى البنتاغون في أرلينغتون، فيرجينيا، لمناقشة قضايا ذات أهمية مشتركة مع وزير الدفاع تشاك هيغل، في 21 نوفمبر

تدرج الأمير متعب بن عبد الله في الرتب العسكرية حتى حصل على رتبة عميد. ثم التحق بكلية القيادة والأركان في الرياض وحصل على درجة الماجستير في العلوم العسكرية، ثم ترقى إلى رتبة لواء. في عام 1983 أصدر صاحب السمو الملكي الأمير عبد الله بن عبد العزيز آل سعود ولي العهد نائب رئيس مجلس الوزراء رئيس الحرس الوطني آنذاك أمراً بتعيين العقيد متعب بن عبد الله قائداً لكلية الملك خالد العسكرية. وفي عام 1990 أصدر صاحب السمو الملكي الأمير عبد الله بن عبد العزيز آل سعود ولي العهد نائب رئيس مجلس الوزراء رئيس الحرس الوطني آنذاك أمراً بتعيينه نائباً لرئيس الجهاز العسكري بالحرس الوطني، إضافة إلى عمله قائداً لكلية الملك خالد العسكرية. وفي عام 1995 صدر الأمر الملكي الكريم بترقيته إلى رتبة فريق ركن.
بتاريخ 25 رمضان 1421هـ الموافق 21 ديسمبر 2000 أصدر خادم الحرمين الشريفين الملك فهد بن عبد العزيز آل سعود القائد الأعلى للقوات المسلحة أمراً ملكياً بإحداث منصب نائب رئيس الحرس الوطني المساعد للشئون العسكرية وترقية الفريق ركن متعب بن عبد الله بن عبد العزيز إلى رتبة فريق أول ركن وتعيينه نائباً لرئيس الحرس الوطني المساعد للشئون العسكرية.
بتاريخ 25 جمادى الآخرة 1430هـ الموافق 21 يونيو 2009 أصدر خادم الحرمين الشريفين الملك عبد الله بن عبد العزيز آل سعود القائد الأعلى لكافة القوات العسكرية رئيس الحرس الوطني أمريين ملكيين كريمين، بتعيينه نائباً لرئيس الحرس الوطني للشؤون التنفيذية بمرتبة وزير، وبإنهاء خدمته العسكرية.
وبتاريخ 11 ذو الحجة 1431هـ الموافق 17 نوفمبر 2010 أصدر خادم الحرمين الشريفين الملك عبد الله بن عبد العزيز آل سعود أمراً ملكياً بإعفاء صاحب السمو الملكي الأمير بدر بن عبد العزيز آل سعود نائب رئيس الحرس الوطني من منصبه بناء على طلبه وتعيين الأمير متعب بن عبد الله بن عبد العزيز آل سعود وزير دولة عضواً في مجلس الوزراء رئيساً للحرس الوطني.
تم تعينه وزيراً لوزارة الحرس الوطني الجديدة في تاريخ 17 رجب 1434هـ الموافق 27 مايو 2013 عندما أصدر والده خادم الحرمين الشريفين الملك عبد الله بن عبد العزيز آل سعود أمراً ملكياً بتحويل رئاسة الحرس الوطني إلى وزارة باسم «وزارة الحرس الوطني» وتعيين صاحب السمو الملكي الأمير متعب بن عبد الله بن عبد العزيز آل سعود وزيراً للحرس الوطني وأعفي من منصبه في 15 صفر 1439 هـ الموافق 4 نوفمبر 2017.

## أسرته
متزوج من الأميرة جواهر بنت عبد الله بن محمد بن عبد العزيز بن سعود آل سعود، وأنجبا:
- الأميرة صبا. متزوجة من الأمير فهد بن محمد بن عبد الله بن عبد الرحمن آل سعود.
- الأميرة نوف. متزوجة من الأمير فيصل بن فهد بن عبد الله بن محمد بن عبد الرحمن آل سعود.
- الأمير عبد الله. متزوج من الأميرة سارة بنت عبد الله بن مساعد بن عبد العزيز آل سعود.
- الأميرة زينة. متزوجة من الأمير بندر بن خالد بن بندر بن محمد بن عبد العزيز آل سعود.
- الأمير سعد.
- الأمير خالد. متزوج من الأميرة ديم بنت فيصل بن خالد بن سلطان بن عبدالعزيز آل سعود.[15]